# Andrzej Żuławski
Andrzej Zulawski (Lvov, 22 de novembro de 1940, Lwów, Polonia - 17 de fevereiro de 2016) foi um diretor de cinema polaco, mas com grande parte da sua carreira feita em França.

## Biografia
Nascido na parte polaca que, no final da Segunda Guerra Mundial, foi integrada na União Soviética (hoje, na Ucrânia), Zulawski cedo foi viver para França, onde em 1957 concluiu o curso de cinema do IDHEC em Paris.
Na década de 1960, foi assistente do famoso diretor de cinema polaco Andrzej Wajda. Seu primeiro filme de cinema foi Trzecia czesc nocy, de 1971. Seu segundo filme, Diabel, de 1972, foi proibido na Polônia, e Zulawski se mudou para França. Após o sucesso de seu primeiro filme francês, L'important c'est d'aimer, de 1975, ele só retornou à Polonia na segunda metade da década de oitenta, onde passou dois anos fazendo Na srebrnym globie (1987). O trabalho neste filme foi brutalmente interrompido pelas autoridades. Após este acontecimento, Zulawski mudou-se novamente para França, onde tornou-se conhecido por seus filmes extremamente artísticos, controversos e muito violentos.
Foi casado com a atriz Sophie Marceau com quem tem um filho. 

## Filmografia
- 2015 - Cosmos
- 2000 - La fidélité
- 1996 - Szamanka
- 1991 - La note bleue
- 1989 - Boris Godounov
- 1989 - Mes nuits sont plus belles que vos jours (As minhas noites são mais belas que os vossos dias)
- 1987 - Na srebrnym globie
- 1985 - L'Amour braque
- 1984 - La Femme publique (A mulher pública)
- 1981 - Possession
- 1975 - L'important c'est d'aimer (O importante é amar)
- 1972 - Diabel
- 1971 - Trzecia czesc nocy
- 1969 - Piesn triumfujacej milosci (TV)
- 1967 - Pavoncello (TV)